# Бенедикт Вельс
Бенедикт Вельс (нім. Benedict Wells) — сучасний німецько-швейцарський письменник. Насамперед відомий як автор романів «Бекове останнє літо» (2008) та «На межі самотності» (2016).

## Біографія
Народився 1984 року в Мюнхені, Німеччина. З шестирічного віку навчався у трьох різних інтернатах. 2003 року закінчив школу та переїхав до Берліна, але вирішив не вступати до університету, а розпочати письменницьку діяльність, однак спочатку йому доводилося заробляти на прожиття на кількох випадкових роботах.
Ім'я при народженні — Бенедикт фон Шірах. Походить зі знатної серболужичанської родини Шірахів — син китаєзнавця Річарда фон Шіраха, брат філософа і письменниці Аріадни фон Шіраха, кузен письменника Фердинанта фон Шіраха та внук нацистського політика Бальдера фон Шіраха. За кілька років до свого літературного дебюту, офіційно змінив прізвище на Вельс. Інформація про його сім'ю стала доступною для широкого загалу лише після публікації його третьої книжки. За словами самого письменника, він виступав проти цього розголошення, адже передусім хотів відокремити себе як письменника та уникнути суджень на основі свого походження. Він пояснив своє рішення щодо зміни прізвища небажанням асоціюватися зі своїм дідусем та спробою дистанціювання від своєї сімейної історії, яку він засуджує всіма можливими способами та бажає передусім позиціонуватися у зовсім іншому світлі. Взяв прізвище Вельс на честь персонажа Джона Вельса з роману Джона Ірвінга «Правила виноробів». За його словами, саме книги Ірвінга надихнули його стати на стежку письменницької діяльності. Вельсова матір — швейцарка, тому Бенедикт також має подвійне громадянство — німецьке та швейцарське.
Нині живе в Берліні, однак до того протягом декількох років проживав у Барселоні. Одружений з люцернянкою та має сина. Також входить до складу національної футбольної команди письменників «Autonama».

## Письменницька діяльність
Спочатку опублікував свій другий роман «Бекове останнє літо», який відразу ж привернув увагу літературних критиків. Німецька щотижнева газета «Die Zeit» навіть назвала письменника «найцікавішим дебютом року». Книжка розповідає про тридцятирічного Роберта Бека, вчителя та музиканта, який переосмислює своє життя та вирушає у мандрівку до Стамбула. Роман побачив світ 2008 року у видавництві «Diogenes Verlag». Бенедикт Вельс став наймолодшим письменником, який підписав контракт з цим видавництвом, адже йому тільки-но виповнилося двадцять три. 2009 року став лауреатом Баварської мистецької премії. Цього ж року вийшов його перший роман «Спінер/Дзиґа», який він написав ще у дев'ятнадцятирічному віці. Твір розповідає про те, як двадцятирічний персонаж на ім'я Джеспер Лір переживає надзвичайно насичений подіями тиждень в Берлін. Його третій роман — «Майже геній» — побачив світ 2011 року та посів шосте місце у списку бестселерів. Книга розповідає про хлопця, який вирушає на пошуки свого геніального батька.
2015 року вийшла кінострічка «Бекове останнє літо», створена на основі однойменного роману письменника. У лютому 2016 року світ побачив четвертий роман письменника — «На межі самотності», який, зокрема, перекладений українською. Твір розповідає те як Жуль, Марті та Ліз втратили батьків унаслідок жахливого нещасного випадку та як ця трагічна подія вплинула на їхнє подальше життя. Невдовзі після публікації, роман посів третю сходинку у списку бестселерів за версією німецького щотижневого журналу «Шпіґель». Також роман приніс авторові Літературну премію Європейського союзу.

## Переклади українською
- Бенедикт Вельс. На межі самотності. — Х. : КСД, 2017. — 272 с. — ISBN 978-617-12-3180-1.